# Re!
Re! är den cypriotiska artisten Anna Vissis album som kom ut år 1994.

## Låtlista
1. Re!
2. 30 Ke Vale
3. Ime Poli Kala
4. Paragrafos 62
5. To Allo Mou Ego
6. I Vraka
7. Melagholies
8. Diadilosi
9. Efta Zoes
10. Periodiko
11. Amin
12. Eleni
13. Ime Poli Kala (Dance Mix)